# Robert I. (Normandie)

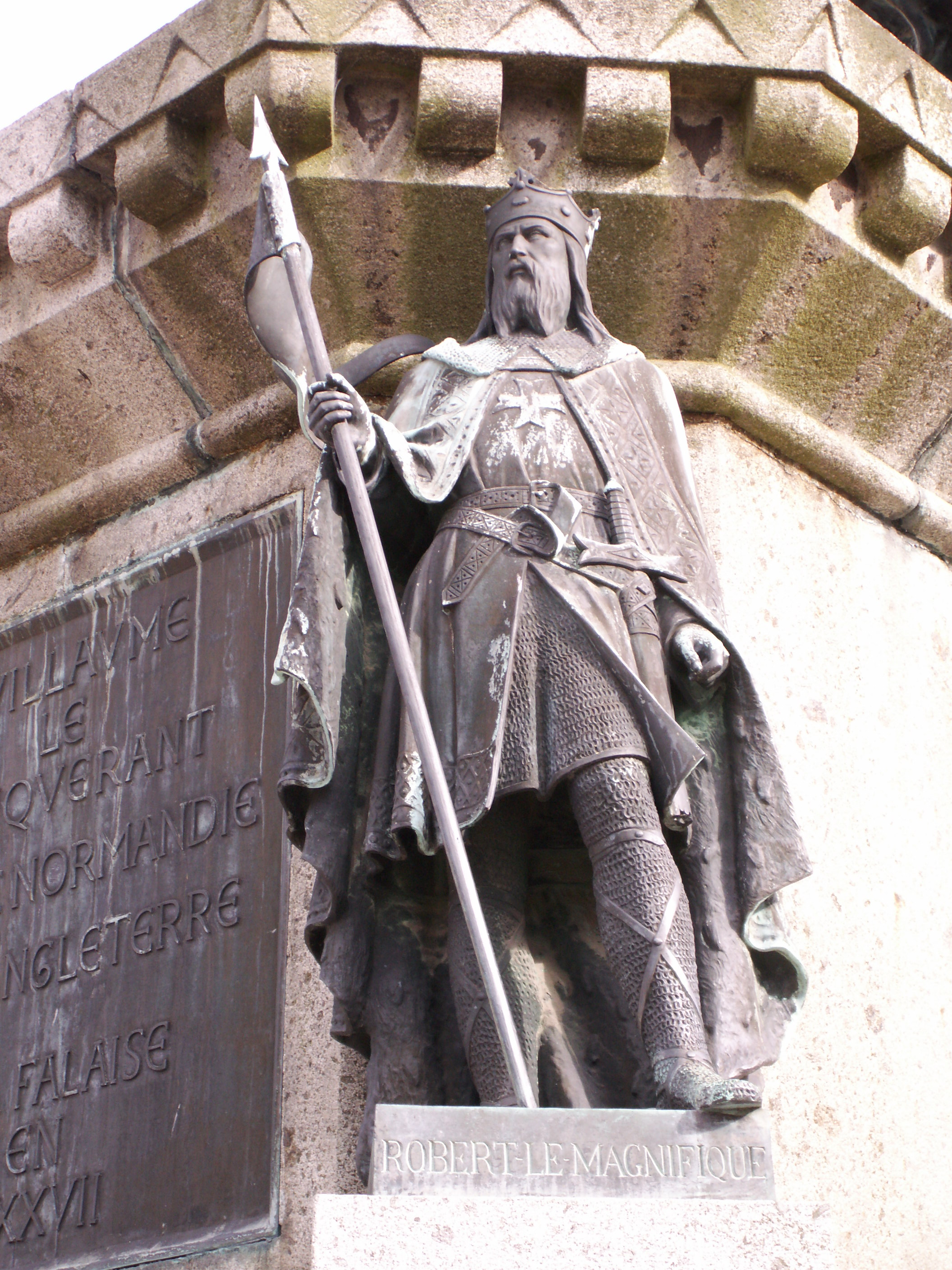
Statue Roberts auf dem Marktplatz von Falaise

Robert I., genannt „der Großartige“ (französisch le Magnifique), (* zwischen 1002 und 1010; † 22. Juli 1035 in Nicäa, Byzantinisches Reich) war von 1027 bis 1035 Herzog der Normandie. Er war der Vater von Wilhelm dem Eroberer, der 1066 König von England wurde.

## Herkunft
Robert stammte aus der Dynastie der Rolloniden und war ein Sohn von Richard II., genannt der Gute, Herzog der Normandie (996–1026) und Judith von Bretagne (* 982, † 1017).

## Leben
Nach dem Tod seines Bruders Richard III., der von 1026 bis 1027 als 3. Herzog der Normandie regierte, folgte auf ihn im Jahre 1027 Robert als 4. Herzog. Er stand dem französischen König Heinrich I. bei, als dieser seinen Thron gegen seinen Bruder und seine Mutter verteidigte. Dafür erhielt Robert das Gebiet des Vexin.
Außerdem mischte er sich in die Politik Flanderns ein, gründete Klöster und unterstützte König Eduard von England, dem er später sogar zeitweilig Asyl gewährte.
1035 unternahm er eine Pilgerreise nach Jerusalem. Er starb zusammen mit dem Grafen Drogo von Vexin unterwegs in Nicäa.

## Ehe und Nachkommen
Robert war verheiratet mit der Prinzessin Estrid von Dänemark. Die Ehe blieb kinderlos.
Aus der Friedelehe mit der Gerberstochter Herleva gingen insgesamt folgende Kinder hervor:
- Wilhelm der Eroberer (Wilhelm II. als Herzog der Normandie und Wilhelm I. als König von England) (1027–1087) ⚭ 1051 Mathilde von Flandern
- Adelheid (Adela) (1030–1082) ⚭ 1. Graf Enguerrand II. von Ponthieu-Aumale († 1053) | ⚭ 2. Graf Lambert von Lens-Aumale († 1054 gefallen) | ⚭ 3. Graf Odo II. von Meaux, Troyes und Aumale († nach 1118)

Herleva und ihre Familie gelangten durch die Verbindung mit Robert zu Ansehen und Reichtum. Kurz nach der Geburt des zweiten Kindes wurde sie 1031 mit Roberts Freund und Lehensmann, Graf Herluin von Conteville, verheiratet. 
Nach Roberts Tod 1035 übernahm sein Sohn als Wilhelm II. die Thronfolge und damit die Regentschaft über die Normandie. Wilhelm beendete 1066 die angelsächsische Herrschaft in England und wurde erster normannischer König der Insel.

## Trivia
Um den Fluch loszuwerden, er sei bereits vor seiner Geburt dem Teufel geweiht worden, schlug ein heiliger Eremit vor, Robert solle ein Schweigegelübde ablegen und sein Essen von einem Hund annehmen.
Robert erwarb im Laufe seines Lebens die Beinamen Robert der Prächtige und Robert der Teufel.
Einige Motive aus der Legende flossen in die 1831 uraufgeführte Oper Robert le diable von Giacomo Meyerbeer ein.
Auf Robert wird die Burg Robert Le Diable zurückgeführt.